# Konrad Reif (Ingenieurwissenschaftler)

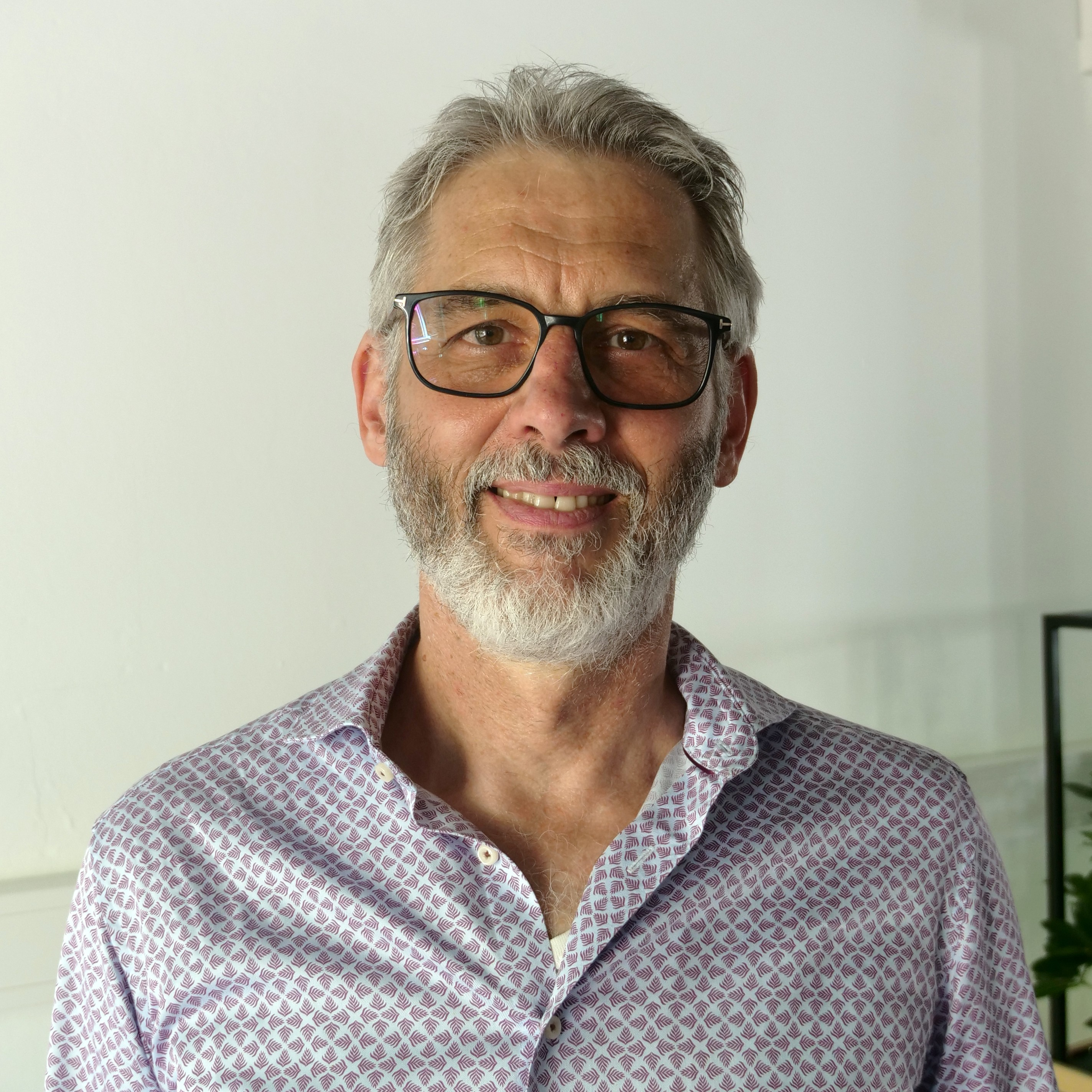
Konrad Reif (2025)

Konrad Reif (* 1967 in Rosenheim) ist ein deutscher Ingenieurwissenschaftler. Er ist Professor für Elektrotechnik an der Dualen Hochschule Baden-Württemberg sowie Autor und Herausgeber technisch-wissenschaftlicher Fachliteratur.

## Leben
Konrad Reif studierte Physik an der Universität Regensburg und an der Universität Erlangen-Nürnberg, wo er 1997 am Lehrstuhl für Allgemeine und Theoretische Elektrotechnik mit einer Dissertation auf dem Gebiet der nichtlinearen Regelungen promoviert und mit dem „IEE Coales Premium Award“ ausgezeichnet wurde. Anschließend arbeitete er bei der BMW AG in München in der Antriebsentwicklung.
Seit 2002 ist er Professor für Elektrotechnik an der Dualen Hochschule Baden-Württemberg (DHBW), bis 2009 an deren Vorgängerinstitution, der Berufsakademie. Seit 2003 ist er als Studiengangsleiter für Fahrzeugelektronik (Spezialisierung Elektromobilität und alternative Antriebe) und seit 2018 für Energie- und Umwelttechnik tätig. Seine Arbeitsgebiete liegen in den Bereichen Energie, Nachhaltigkeit und Umweltschutz. Reif ist außerdem als Mitglied des zentralen Lenkungskreises Nachhaltigkeit für die standortübergreifende Nachhaltigkeitsstrategie der Dualen Hochschule Baden-Württemberg mitverantwortlich.
2012 wurde ihm der Wissenschafts- und Transferpreis der Stadt Ravensburg verliehen.
Konrad Reif ist Herausgeber der Schriftenreihen „Bosch Fachinformation Automobil“, „Automobilelektronik lernen“ und „Motorsteuerung lernen“ sowie Schriftleiter und wissenschaftlicher Beirat des Kraftfahrtechnischen Taschenbuchs von Bosch. Neben zahlreichen Veröffentlichungen in Fachzeitschriften und Patenten ist er Herausgeber und Autor weiterer Bücher zum Thema Kraftfahrzeugtechnik (Automobilelektronik – Eine Einführung für Ingenieure, Handbuch Kraftfahrzeugelektronik, Kraftfahrzeug-Hybridantriebe). Außerdem ist er Mitglied des wissenschaftlichen Beirats der Zeitschrift ATZ Elektronik.
Seine Bücher zur Kraftfahrzeugelektronik liegen inzwischen in mehreren Auflagen vor und gelten als Standardwerke.

## Schriften
- Robert Bosch GmbH (Hrsg.); Konrad Reif (Autor), Karl-Heinz Dietsche (Autor) und ca. 200 weitere Autoren: Kraftfahrtechnisches Taschenbuch. 30., überarbeitete und erweiterte Auflage. Vieweg + Teubner, Wiesbaden 2022, ISBN 978-3-658-36386-4
- als Hrsg.: Dieselmotor-Management. Systeme, Komponenten, Steuerung und Regelung. 6., überarbeitete und erweiterte Auflage. Springer Vieweg, Wiesbaden 2020, ISBN 978-3-658-25071-3.
- Robert Bosch GmbH (Hrsg.); Konrad Reif (Autor), Karl-Heinz Dietsche (Autor) und ca. 200 weitere Autoren: Kraftfahrtechnisches Taschenbuch. 29., überarbeitete und erweiterte Auflage. Vieweg + Teubner, Wiesbaden 2019, ISBN 978-3-658-23583-3.
- als Hrsg.: Sensoren im Kraftfahrzeug. 3., überarbeitete und ergänzte Auflage. Springer Vieweg, Wiesbaden 2016, ISBN 978-3-8348-1778-5.
- als Hrsg.: Abgastechnik für Verbrennungsmotoren. Springer Vieweg, Wiesbaden 2015, ISBN 978-3-658-09522-2.
- als Hrsg.: Ottomotor-Management im Überblick. Springer Vieweg, Wiesbaden 2015, ISBN 978-3-658-09523-9.
- als Hrsg.: Motorsteuerung lernen: Sammelordner für 10 Lehrhefte. Springer Vieweg, Wiesbaden 2015, ISBN 978-3-658-06780-9.
- als Hrsg.: Dieselmotor-Management kompakt. Springer Vieweg, Wiesbaden 2015, ISBN 978-3-658-06767-0.
- als Hrsg.: Diesel-Speichereinspritzsystem Common Rail. Springer Vieweg, Wiesbaden 2012, ISBN 978-3-658-06763-2.
- als Hrsg.: Diesel-Einspritzsysteme Unit Injector System und Unit Pump System. Springer Vieweg, Wiesbaden 2015, ISBN 978-3-658-06766-3.
- als Hrsg.: Abgastechnik für Dieselmotoren. Springer Vieweg, Wiesbaden 2015, ISBN 978-3-658-06762-5.
- als Hrsg.: Elektronische Dieselregelung. Springer Vieweg, Wiesbaden 2015, ISBN 978-3-658-06761-8.
- als Hrsg.: Ottomotor-Management kompakt. Springer Vieweg, Wiesbaden 2015, ISBN 978-3-658-07149-3.
- als Hrsg.: Einspritzsysteme für Ottomotoren. Springer Vieweg, Wiesbaden 2015, ISBN 978-3-658-07153-0.
- als Hrsg.: Zündsysteme für Ottomotoren. Springer Vieweg, Wiesbaden 2015, ISBN 978-3-658-07155-4.
- als Hrsg.: Abgastechnik für Ottomotoren. Springer Vieweg, Wiesbaden 2015, ISBN 978-3-658-07154-7.
- als Hrsg.: Elektronische Steuerung von Ottomotoren. Springer Vieweg, Wiesbaden 2015, ISBN 978-3-658-07152-3.
- als Hrsg.: Ottomotor-Management. 4., vollst. neubearb. Auflage. Springer Vieweg, Wiesbaden 2014, ISBN 978-3-8348-1416-6.
- Automobilelektronik – Eine Einführung für Ingenieure. 5., überarbeitete Auflage. Springer Vieweg, Wiesbaden 2014, ISBN 978-3-658-05047-4.
- als Hrsg.: Dieselmotor-Management im Überblick 2. Auflage. Springer Vieweg, Wiesbaden 2014, ISBN 978-3-658-06554-6.
- als Hrsg.: Diesel Engine Management. Springer Vieweg, Wiesbaden 2014, ISBN 978-3-658-03981-3.
- als Hrsg.: Gasoline Engine Management. Springer Vieweg, Wiesbaden 2014, ISBN 978-3-658-03964-6.
- als Hrsg.: Fundamentals of Automotive and Engine Technology. Springer Vieweg, Wiesbaden 2014, ISBN 978-3-658-03972-1.
- als Hrsg.: Brakes, Brake Control and Driver Assistance Systems. Springer Vieweg, Wiesbaden 2014, ISBN 978-3-658-03978-3.
- als Hrsg.: Automotive Mechatronics. Springer Vieweg, Wiesbaden 2014, ISBN 978-3-658-03975-2.
- mit Karl E. Noreikat und Kai Borgeest (Hrsg.): Kraftfahrzeug-Hybridantriebe: Grundlagen, Komponenten, Systeme, Anwendungen. Springer Vieweg, Wiesbaden 2012, ISBN 978-3-8348-0722-9.
- als Hrsg.: Automobilelektronik lernen: Sammelordner für 10 Lehrhefte. Springer Vieweg, Wiesbaden 2012, ISBN 978-3-658-00108-7.
- als Hrsg.: Mikroelektronik im Kraftfahrzeug. Springer Vieweg, Wiesbaden 2012, ISBN 978-3-658-00077-6.
- als Hrsg.: Grundlagen Motorentechnik und Motorsteuerung. Springer Vieweg, Wiesbaden 2012, ISBN 978-3-658-00075-2.
- als Hrsg.: Getriebesteuerung. Springer Vieweg, Wiesbaden 2012, ISBN 978-3-658-00079-0.
- als Hrsg.: Generator und Starter. Springer Vieweg, Wiesbaden 2012, ISBN 978-3-658-00078-3.
- als Hrsg.: Batterien und Bordnetze. Springer Vieweg, Wiesbaden 2012, ISBN 978-3-658-00076-9.
- als Hrsg.: Sensoren 1: Grundlagen und Messprinzipien. Springer Vieweg, Wiesbaden 2012, ISBN 978-3-658-00040-0.
- als Hrsg.: Sensoren 2: Ausführungen und Anwendungen. Springer Vieweg, Wiesbaden 2012, ISBN 978-3-658-00041-7.
- als Hrsg.: Systeme zur Brems- und Fahrdynamikregelung. Springer Vieweg, Wiesbaden 2012, ISBN 978-3-658-00080-6.
- als Hrsg.: Fahrerassistenzsysteme. Springer Vieweg, Wiesbaden 2012, ISBN 978-3-658-00082-0.
- als Hrsg.: Bussysteme. Springer Vieweg, Wiesbaden 2012, ISBN 978-3-658-00081-3.
- als Hrsg.: Dieselmotor-Management: Systeme, Komponenten, Steuerung und Regelung. 5., überarbeitete und erweiterte Auflage. Vieweg + Teubner, Wiesbaden 2012, ISBN 978-3-8348-1715-0.
- als Hrsg.: Klassische Diesel-Einspritzsysteme: Reiheneinspritzpumpen, Verteilereinspritzpumpen, Düsen, mechanische und elektronische Regler. Vieweg + Teubner, Wiesbaden 2011, ISBN 978-3-8348-1596-5.
- als Hrsg.: Bosch Grundlagen Fahrzeug- und Motorentechnik. Vieweg + Teubner, Wiesbaden 2011, ISBN 978-3-8348-1598-9.
- Robert Bosch GmbH (Hrsg.); Konrad Reif (Autor), Karl-Heinz Dietsche (Autor) und 160 weitere Autoren: Automotive Handbook. 8th Edition, Wiley, England, ISBN 978-1-119-97556-4.
- als Hrsg.: Bosch Autoelektrik und Autoelektronik. 6., überarbeitete und erweiterte Auflage. Vieweg + Teubner, Wiesbaden 2010, ISBN 978-3-8348-1274-2.
- mit Henning Wallentowitz (Hrsg.): Handbuch Kraftfahrzeugelektronik – Grundlagen – Komponenten – Systeme – Anwendungen. 2., verbesserte und aktualisierte Auflage. Vieweg + Teubner, Wiesbaden 2010, ISBN 978-3-8348-0700-7.
- als Hrsg.: Batterien, Bordnetze und Vernetzung. Vieweg + Teubner, Wiesbaden 2010, ISBN 978-3-8348-1310-7.
- als Hrsg.: Fahrstabilisierungssysteme und Fahrerassistenzsysteme. Vieweg + Teubner, Wiesbaden 2010, ISBN 978-3-8348-1314-5.
- als Hrsg.: Moderne Diesel-Einspritzsysteme. Vieweg + Teubner, Wiesbaden 2010, ISBN 978-3-8348-1312-1.
- als Hrsg.: Konventioneller Antriebsstrang und Hybridantriebe. Vieweg + Teubner, Wiesbaden 2010, ISBN 978-3-8348-1303-9.
- als Hrsg.: Bremsen und Bremsregelsysteme. Vieweg + Teubner, Wiesbaden 2010, ISBN 978-3-8348-1311-4.